# Annie Jiagge
Annie Ruth Jiagge (7 de octubre de 1918, Lomé – 12 de junio de 1996, Acra), también conocida como Annie Baëta Jiagge, fue una abogada, jueza y activista por los derechos de las mujeres de Ghana. Fue la primera mujer ghanesa en convertirse en abogada. También fue la primera mujer en Ghana y la Comunidad de Naciones en convertirse en jueza. Fue una de las principales redactoras de la Declaración sobre la eliminación de la discriminación contra la mujer, que serviría como antecedente para la Convención sobre la Eliminación de Todas las Formas de Discriminación contra la Mujer. Fue cofundadora de la organización que se convirtió en Banca mundial para mujeres. Formó parte del Comité de Expertos que redactó la Constitución de Ghana en 1991. 

## Biografía
Annie Ruth Baëta nació el 7 de octubre de 1918 en Lomé, Togolandia francesa. Sus padres eran una maestra de escuela, Henrietta Baëta, y un ministro presbiteriano, Robert Domingo Baëta. Pertenecían al grupo étnico Ewe del sureste de Ghana y Togo y eran miembros de la notable familia Baëta. Annie era una de los ocho hijos, aunque solamente ella y sus hermanos Christian, Lily y William vivirían hasta la edad adulta. Los padres de Annie querían que ella tuviera una educación en inglés, por lo que Annie se estableció en la ciudad costera de Keta (entonces en Togolandia Británica) con su abuela materna.
Baeta asistió al internado Achimota y obtuvo su certificado de maestra en 1937. Fue directora y maestra de escuela en la Escuela Evangélica de Niñas Presbiterianas de 1940 a 1946. Después de que los edificios de la Escuela Evangélica Presbiteriana para Niñas fueran arrastrados por el océano en 1940, las niñas fueron trasladadas a la Escuela Evangélica Presbiteriana para Niños. La escuela estaba abarrotada, por lo que Baëta organizó diversas actividades para recaudar fondos en las principales ciudades de la Costa de Oro Británica y en Togo, y finalmente consiguieron el dinero suficiente fondos para una nueva escuela que se construyó en diciembre de 1945.

### Estudios en Londres
El tiempo de Baeta con la Escuela Evangélica de Niñas Presbiterianas fue gratificante pero la dejó inquieta. Aprobó el examen de matriculación de Londres en 1945 y fue admitida en la London School of Economics and Political Science en 1946. Sus colegas masculinos de la Costa de Oro la instaron a abandonar sus estudios, pero ella persistió. Recibió su LLB en 1949 y fue llamada al Colegio de Abogados de Lincoln al año siguiente. Baëta también participó en trabajos religiosos y sociales durante su tiempo libre en Londres y fue elegida para el Comité Ejecutivo de la YWCA Mundial durante sus últimos años como estudiante.  

### Carrera profesional, activismo por los derechos de las mujeres y legado
Baëta abrió su propio estudio de abogacía a su regreso a la Costa de Oro en 1950. 
A su regreso al país, Baëta se involucró activamente con las actividades de la iglesia. Inició una campaña para establecer una YWCA nacional en la colonia y produjo un documental para educar al público sobre las actividades de la organización. En 1954 comenzó a asistir regularmente a las conferencias del Consejo Mundial de Iglesias.
Lideró una iniciativa de relaciones públicas para establecer una YWCA nacional para la colonia y se produjo una película documental como parte de la campaña para educar al público sobre la organización. De 1955 a 1960, fue presidenta de la YWCA. 
En 1953 se convirtió en magistrada y en 1959 accedió al cargo de jueza del Tribunal de Circuito.  

La injusticia me carcome por dentro. No puedo dormir una vez que entro en contacto con ella.
Annie Jiagge

 Tras enterarse de que una joven había sido violada en Acra después de venir del campo para una entrevista de trabajo, Jiagge buscó ayuda del gobierno para proporcionar alojamiento seguro para las mujeres que visitaban la ciudad. Consiguió una audiencia con el presidente de Ghana, Kwame Nkrumah, y lo convenció de la importancia del proyecto. En 1961 encabezó una campaña de recaudación de fondos para construir un albergue de mujeres de la YWCA. Ese mismo año se convirtió en juez del Tribunal Superior de Justicia.  
De 1961 a 1976 fue miembro del consejo de la Universidad de Ghana. En 1962 fue nombrada para representar a Ghana en la Comisión de las Naciones Unidas sobre la Condición Jurídica y Social de la Mujer. Se le pidió presidir la Comisión para investigar los activos de los altos funcionarios públicos y líderes políticos nombrados en 1966.  
A través de su trabajo en las Naciones Unidas, donde representó a Ghana hasta 1972, se convirtió en una defensora en los derechos de las mujeres. En 1966, fue elegida relatora de la Comisión. Durante una reunión en Irán en 1967, la Comisión fue encargada de preparar un documento sobre la eliminación de la discriminación contra la mujer. Preocupada de que un borrador no esté terminado para cuando salgan de Irán, Jiagge se reunió con otros miembros del equipo, incluida la princesa iraní Ashraf Pahlaví, y redactó el documento en una sola noche. El documento fue enviado a los Estados miembros de la ONU para comentarios y luego fue adoptado. La Declaración fue un precursor importante de la Convención legal de 1979 sobre la eliminación de todas las formas de discriminación contra la mujer. Jiagge fue elegida presidente de la 21ª sesión de la Comisión en 1968.
Jiagge recibió la Gran Medalla de Ghana y el Premio Internacional Gimbles para Obras Humanitarias en 1969. Fue nombrada jueza de la Corte de Apelaciones ese mismo año, la corte más alta de Ghana en ese momento. Fue la primera jueza del Tribunal de Apelaciones. Recibió un título honorario en derecho de la Universidad de Ghana en 1974. En 1975, fundó el Consejo Nacional de Mujeres y Desarrollo de Ghana y fue su primera presidente. Como presidenta, convocó una reunión de mujeres ghanesas para conocer sus puntos de vista sobre la igualdad, el desarrollo y la paz, el tema de la Conferencia Internacional de Mujeres de 1975 en México. Aprendió que el acceso al crédito era una prioridad para las mujeres de su país y dirigió a la delegación de Ghana a la conferencia. Ella y otras personas prometieron el capital inicial para un banco de mujeres, y la organización Stitching to Promotion Women's World Banking (actualmente Women's World Banking) fue fundada, con sede en Nueva York. Más tarde sirvió en la junta de Women's World Banking en Ghana. Jiagge también se desempeñó como presidente del Consejo Mundial de Iglesias de 1975 a 1983. En 1979, fue miembro de la asamblea constituyente que escribió la constitución de la Tercera República de Ghana. Fue moderadora del Consejo Mundial de Iglesias para su Programa de lucha contra el racismo de 1984 a 1991 y se movilizó contra el apartheid en Sudáfrica. 
Jiagge fue nombrada presidente del Tribunal de Apelaciones en 1980. Ese año dirigió nuevamente a la delegación ghanesa a la Conferencia Internacional de Mujeres en Copenhague. Siguió siendo Presidenta de la Corte de Apelaciones hasta su retiro en 1983. Ella ayudó a planificar la Cuarta Conferencia Mundial sobre la Mujer como miembro del grupo asesor del Secretario General de la ONU ese año. En 1985 formó parte de un panel de las Naciones Unidas que realizó audiencias públicas sobre las actividades de las empresas transnacionales en Sudáfrica y Namibia. También formó parte del Comité de Expertos que redactó la Constitución de Ghana en 1991.
Desde 1993 hasta su muerte, Jiagge sirvió en el Consejo de Estado de Ghana.  
Murió el 12 de junio de 1996 en Acra. Las Conferencias Conmemorativas de Annie Jiagge fueron establecidas por el Ministerio de Mujeres y Niños en 2009. Una de las casas en su álma mater, el internado Achimota, fue nombrada la Casa Annie Baëta Jiagge, en reconocimiento a su papel como pionera en la profesión legal en Ghana.

### Vida privada
Se casó con Fred Jiagge el 10 de enero de 1953, con quien adoptaron un hijo, Rheinhold, en 1959.

## Premios
- Gran medalla de Ghana (1969)
- Premio Internacional Gimbles (1969)